# Tathodelta malayana
Tathodelta malayana là một loài bướm đêm trong họ Noctuidae.